# Gentiana clusii
Gentiana clusii är en gentianaväxtart som beskrevs av Perr. och Song.. Gentiana clusii ingår i släktet gentianor, och familjen gentianaväxter. Inga underarter finns listade i Catalogue of Life.